# Leon (Iloilo)
Leon is een gemeente in de Filipijnse provincie Iloilo op het eiland Panay. Bij de laatste census in 2010 telde de gemeente bijna 48 duizend inwoners.

## Geografie

### Bestuurlijke indeling
Leon is onderverdeeld in de volgende 85 barangays:
| - Agboy Norte - Agboy Sur - Agta - Ambulong - Anonang - Apian - Avanzada - Awis - Ayabang - Ayubo - Bacolod - Baje - Banagan - Barangbang - Barasan - Bayag Norte - Bayag Sur - Binolbog - Biri Norte - Biri Sur - Bobon - Bucari - Buenavista - Buga - Bulad - Bulwang - Cabolo-an - Cabunga-an - Cabutongan | - Cagay - Camandag - Camando - Cananaman - Capt. Fernando - Carara-an - Carolina - Cawilihan - Coyugan Norte - Coyugan Sur - Danao - Dorog - Dusacan - Gines - Gumboc - Igcadios - Ingay - Isian Norte - Isian Victoria - Jamog Gines - Lanag - Lang-og - Ligtos - Lonoc - Lampaya - Magcapay - Maliao - Malublub | - Manampunay - Marirong - Mina - Mocol - Nagbangi - Nalbang - Odong-odong - Oluangan - Omambong - Paoy - Pandan - Panginman - Pepe - Poblacion - Paga - Salngan - Samlague - Siol Norte - Siol Sur - Tacuyong Norte - Tacuyong Sur - Tagsing - Talacuan - Ticuan - Tina-an Norte - Tina-an Sur - Tunguan - Tu-og |

## Demografie
Leon had bij de census van 2010 een inwoneraantal van 47.522 mensen. Dit waren 1.875 mensen (4,1%) meer dan bij de vorige census van 2007. Ten opzichte van de census van 2000 was het aantal inwoners gegroeid met 3.793 mensen (8,7%). De gemiddelde jaarlijkse groei in die periode kwam daarmee uit op 0,84%, hetgeen lager was dan het landelijk jaarlijks gemiddelde over deze periode (1,90%).

De bevolkingsdichtheid van Leon was ten tijde van de laatste census, met 47.522 inwoners op 140,2 km², 339 mensen per km².

## Geboren
- Fernando Capalla (1934-2024), Filipijns rooms-katholieke geestelijke